# Relaciones Bulgaria-Guatemala
Las relaciones Bulgaria-Guatemala son las relaciones internacionales entre la República de Bulgaria y la República de Guatemala.

## Misiones diplomáticas

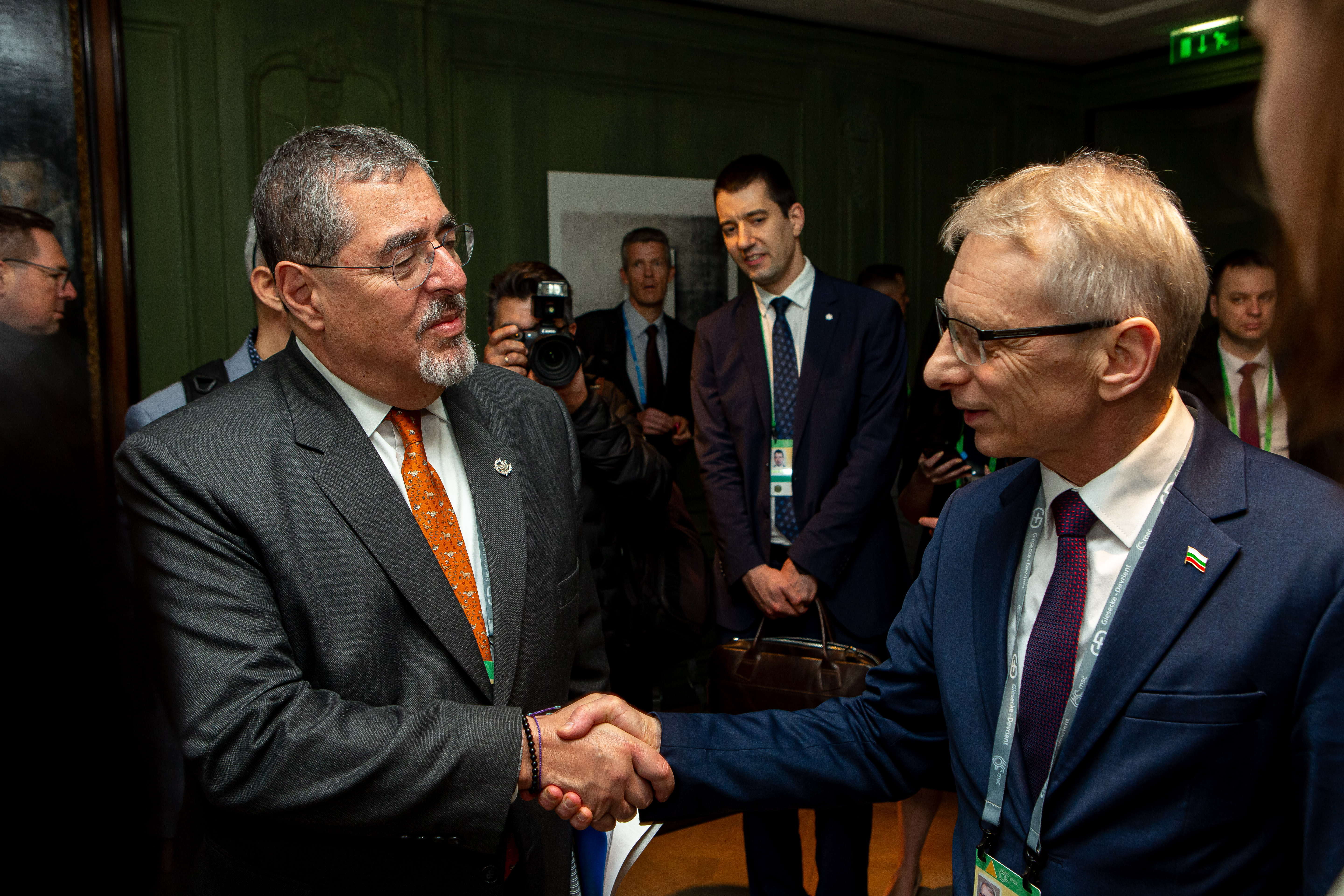
El presidente guatemalteco Bernardo Arévalo saluda al primer ministro búlgaro Nikolai Denkov en Múnich, febrero de 2024. Arévalo y Denkov ascendieron al poder respaldados por una plataforma anticorrupción.

Bulgaria y Guatemala establecieron relaciones diplomáticas el 14 de enero de 1994. La embajada de Guatemala en Israel es concurrente para Bulgaria, mientras que la embajada de Bulgaria en México es concurrente para Guatemala.
Las relaciones diplomáticas se dinamizaron a partir de 2023 con la firma de un memorándum de entendimiento para el establecimiento de consultas políticas entre los dos estados con el objetivo de fortalecer varias áreas de desarrollo comercial, turístico, cultural, educativo y medio ambiente, así como mejorar la cooperación en materia de seguridad.
El 16 de febrero de 2024, en el marco de la 60°. Conferencia de Seguridad de Múnich, el presidente guatemalteco Bernardo Arévalo participó en una conferencia sobre el combate a la corrupción junto al primer ministro de Bulgaria Nikolai Denkov y el senador estadounidense Sheldon Whitehouse. Tras la conferencia, Arévalo y Denkov sostuvieron un breve encuentro, marcando así el primer encuentro entre altas autoridades de ambos países.